# John Nichols (Politiker)
John Nichols (* 14. November 1834 bei Eagle Rock, Wake County, North Carolina; † 22. September 1917 in Raleigh, North Carolina) war ein US-amerikanischer Politiker. Zwischen 1887 und 1889 vertrat er den Bundesstaat North Carolina im US-Repräsentantenhaus.

## Werdegang
John Nichols besuchte die öffentlichen Schulen seiner Heimat und absolvierte dann eine Lehre im Druckereihandwerk. Außerdem absolvierte er im Jahr 1855 die Lovejoy Academy in Raleigh. In der Folge arbeitete er im Druckereigewerbe, wo er unter anderem Bücher und Zeitungen druckte. Von 1873 bis 1877 leitete Nichols das North Carolina Institute für Blinde und Taubstummen. Zwischen 1879 und 1881 arbeitete er für die Finanzverwaltung der Stadt Durham. Danach war Nichols von 1881 bis 1885 Posthalter in Raleigh. Anschließend war er Sekretär und Kämmerer des Messeausschusses von North Carolina (State Fair association).
Bei den Kongresswahlen des Jahres 1886 wurde Nichols als unabhängiger Kandidat im vierten Wahlbezirk von North Carolina in das US-Repräsentantenhaus in Washington, D.C. gewählt, wo er am 4. März 1887 die Nachfolge von William Ruffin Cox antrat. Da er im Jahr 1888 nicht bestätigt wurde, konnte er bis zum 3. März 1889 nur eine Legislaturperiode im Kongress absolvieren.
Zwischen 1889 und 1893 arbeitete John Nichols in verschiedenen Positionen für das US-Finanzministerium. Danach kehrte er nach Raleigh zurück, wo er zunächst auch bei der Finanzbehörde tätig war. Von 1897 bis zu seinem Tod am 22. September 1917 fungierte Nichols als Bundesbeauftragter (United States Commissioner) für den östlichen Teil des Staates North Carolina.